# Yên Trạch, Cao Lộc
Yên Trạch là một xã thuộc huyện Cao Lộc, tỉnh Lạng Sơn, Việt Nam.
Xã Yên Trạch có diện tích 37,16 km², dân số năm 1999 là 4.767 người, mật độ dân số đạt 128 người/km².
Theo thống kê năm 2019, xã Yên Trạch có diện tích 37,16 km², dân số năm 2019 là 5.610 người, mật độ dân số đạt 151 người/km².